# Interclub de Nkayi
Interclub de Nkayi is een voetbalclub uit Congo-Brazzaville uit de stad Nkayi. Ze komen uit in de Premier League, de hoogste voetbaldivisie van Congo-Brazzaville. De club won nog nooit een landstitel of beker.